# III Giochi europei
I III Giochi europei (in inglese European Games, in polacco: III Igrzyska Europejskie), informalmente conosciuti come Kraków Małopolska 2023, si sono tenuti a Cracovia e nella Piccola Polonia, in Polonia, dal 21 giugno al 2 luglio 2023. Tutti gli sport olimpici organizzati ai Giochi europei del 2023 hanno distribuito ai migliori piazzati la qualificazione per i Giochi olimpici di Parigi 2024.

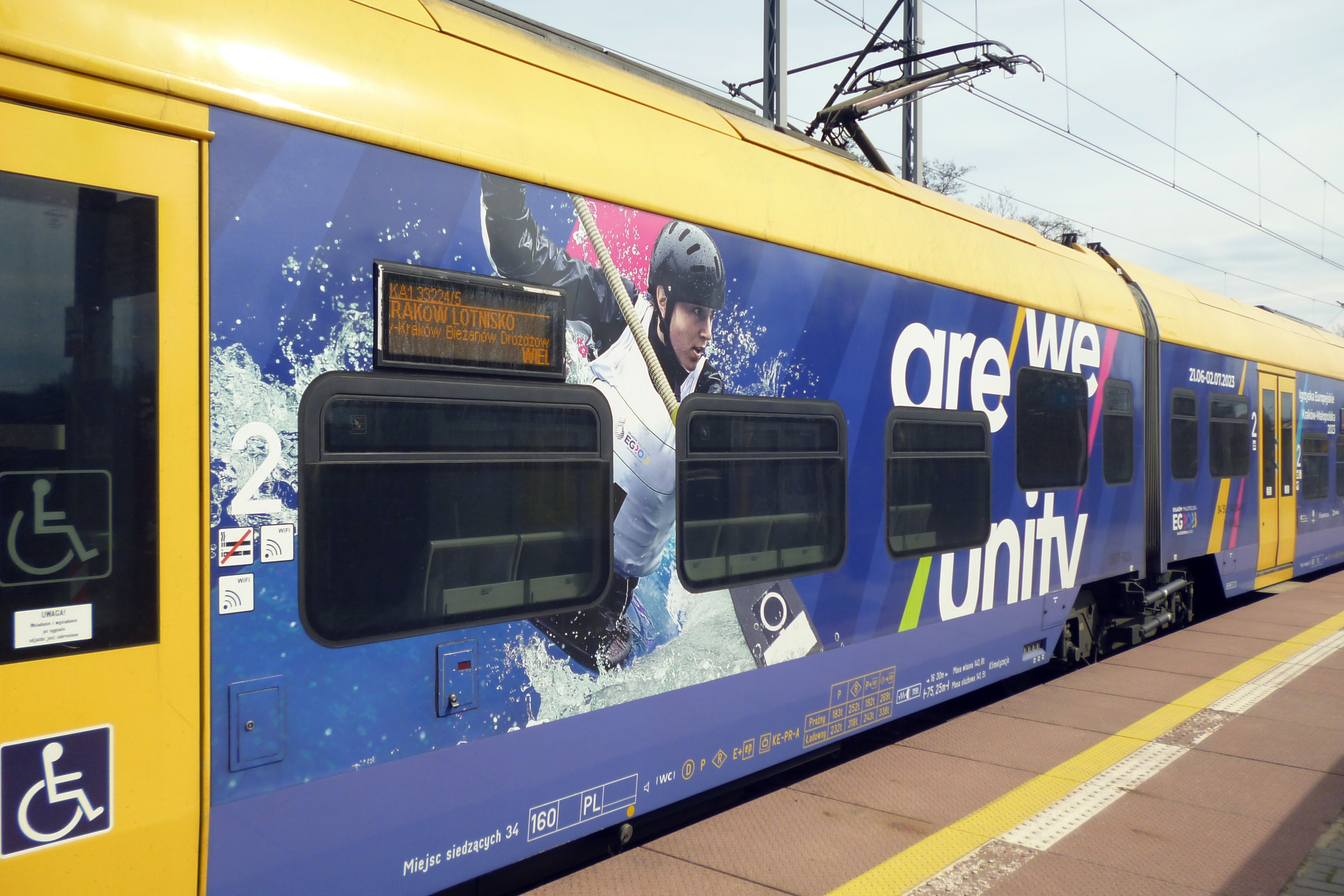
Slogan che promuove ogrzyska: "Noi siamo l'unità", treno a Cracovia

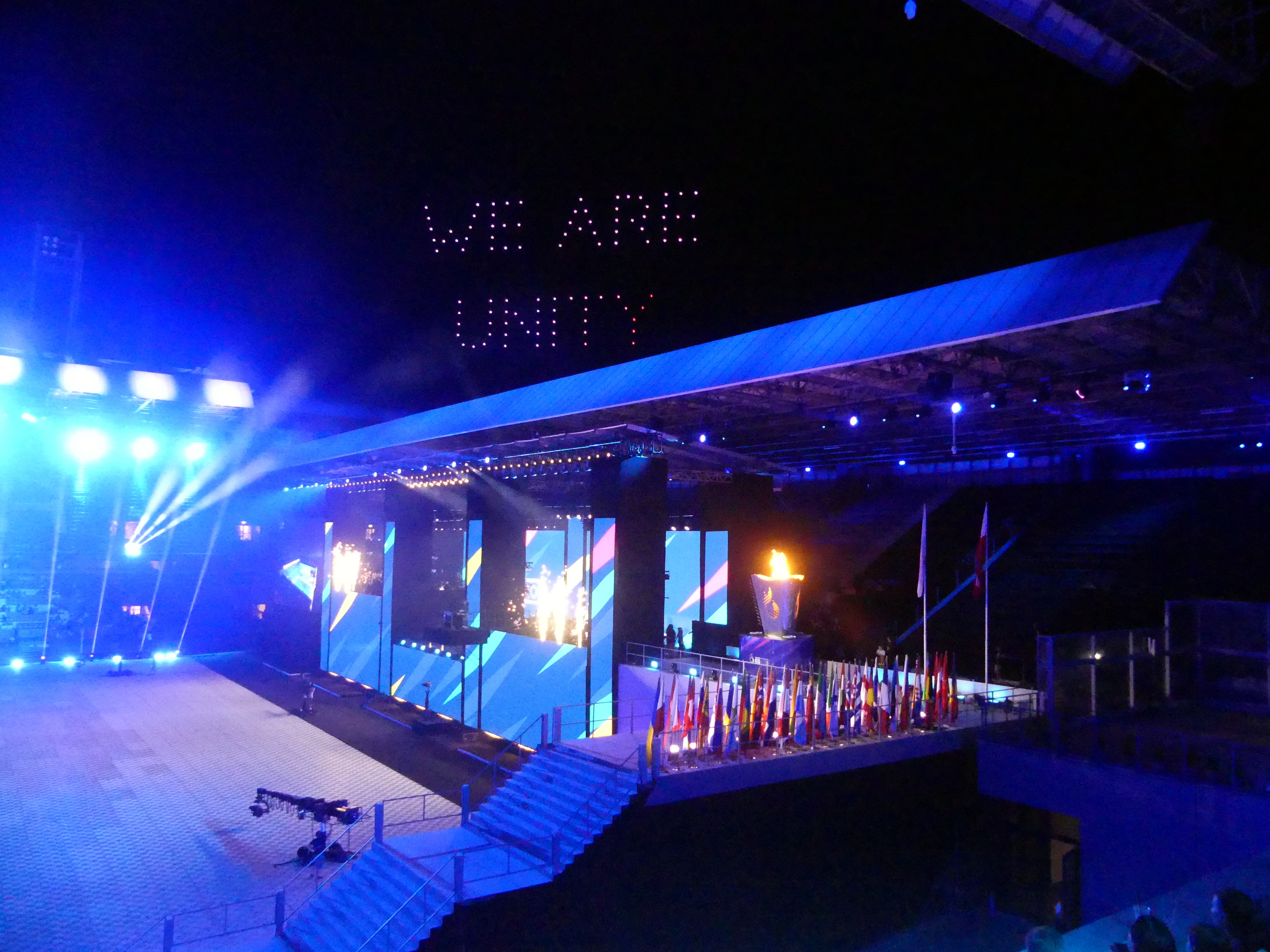
Cerimonia di apertura dei Giochi a Cracovia

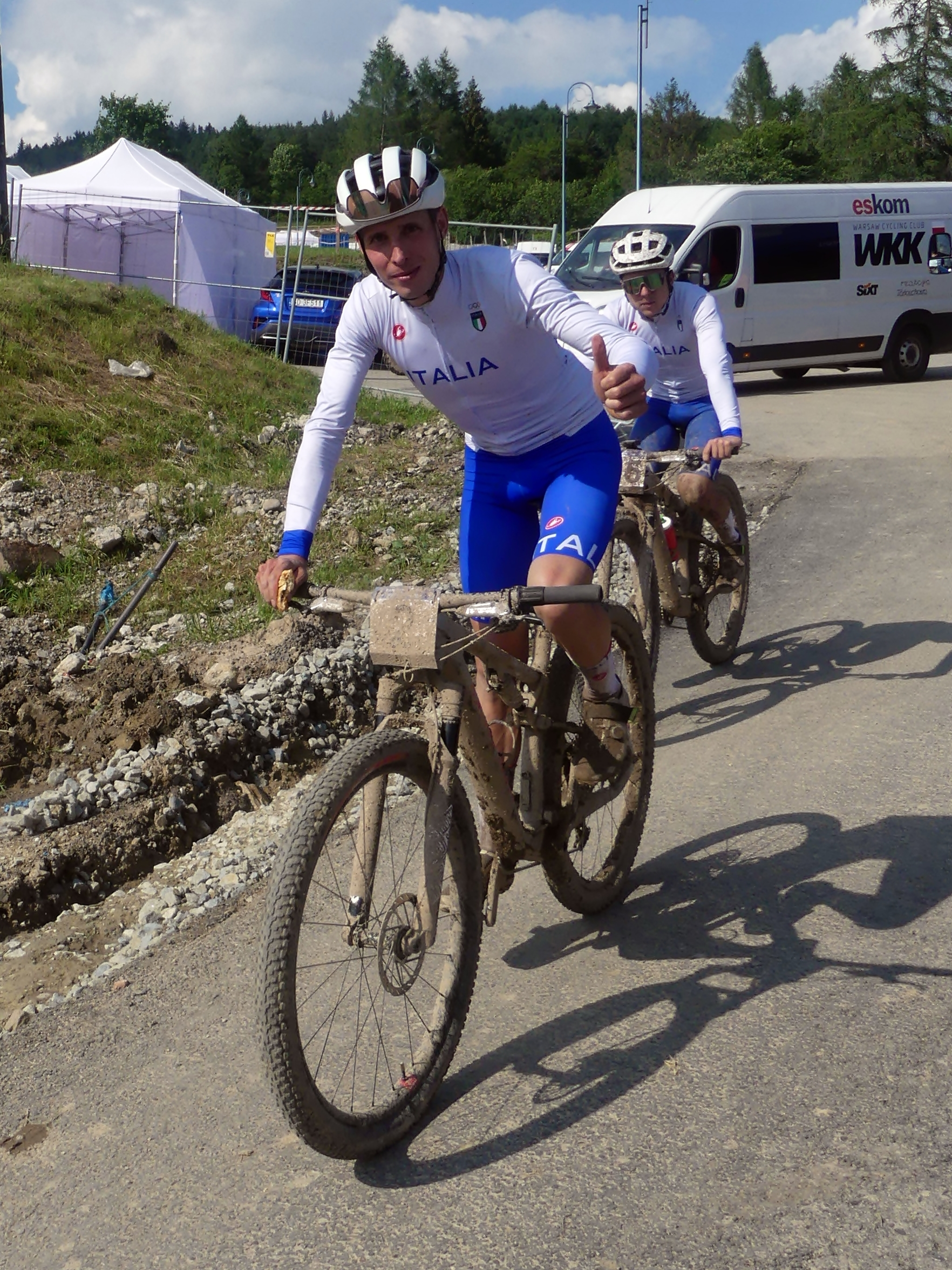
Luca Braidot e Nadir Colledani, mountain biker subito dopo la gara

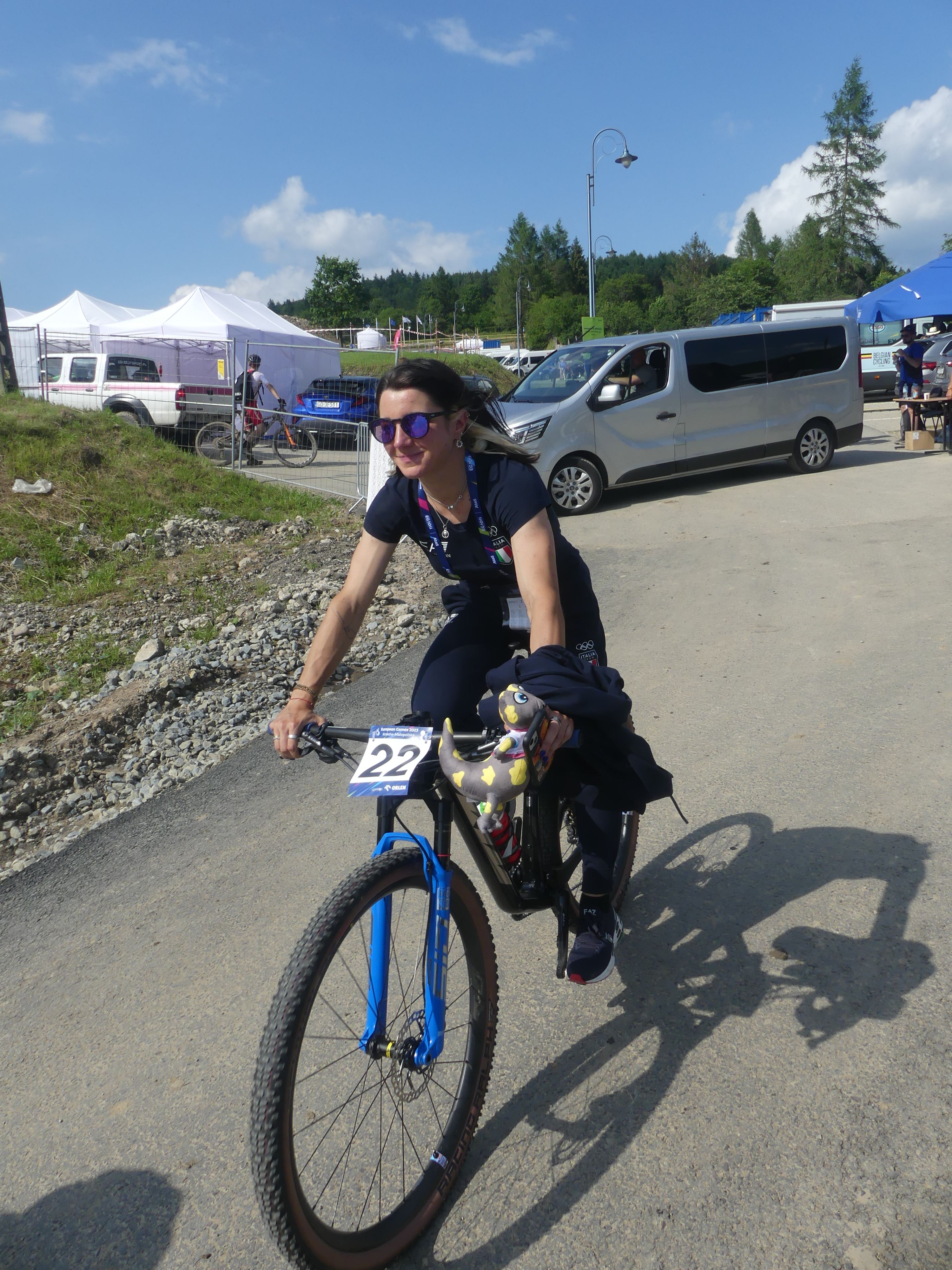
Chiara Teocchi ha gareggiato nella gara di mountain bike cross country

Per l'atletica leggera, i Campionati europei a squadre sono stati disputati nello stadio della Slesia a Chorzów (e non nella Piccola Polonia).

## Assegnazione
Nel maggio 2018 l'associazione dei Comitati Olimpici Europei dichiarò che in occasione dei Giochi europei del 2023 avrebbe accettato anche le candidature congiunte di più paesi.
La procedura di assegnazione fu aperta il 20 settembre successivo in occasione di un incontro dei Comitati olimpici nazionali fondatori a Stoccolma. con chiusura prevista per il 28 febbraio 2019.
Precedentemente, in occasione dei I Giochi europei del 2015, Manchester aveva manifestato la propria intenzione di candidarsi per il 2023, ma il progetto si fermò a seguito dell'assegnazione a Glasgow di alcune gare dei Campionati europei 2018 ed a Birmingham dei XXII Giochi del Commonwealth del 2022.
Nel gennaio 2019 il sindaco di Katowice Marcin Krupa annunciò la volontà di candidare la città polacca. a cui successe la candidatura di Kazan', sfruttando la scia della XXVII Universiade del 2013 e dei Campionati mondiali di nuoto 2015 ed il supporto del primo ministro Vladimir Putin.
Nel corso del 2019, a causa dell'interesse di molte città, la chiusura della procedura fu posticipata prima da febbraio ad aprile e successivamente a fine maggio
Sempre a maggio il Comitato Olimpico Polacco annunciò che Cracovia avrebbe sostituito Katowice.
La manifestazione fu ufficialmente assegnata all'unanimità a Cracovia e alla regione della Piccola Polonia, l'unica candidatura che aveva espletato tutte le formalità, il 22 giugno 2019 durante l'assemblea generale dell'associazione dei Comitato Olimpici Europei di Minsk.

## Impianti e infrastrutture

### Cracovia
- Stadio municipale – cerimonie di apertura e chiusura, rugby a 7
- Stadio Józef Piłsudski – pallacanestro 3×3
- Hutnik Arena – tennnistavolo
- Kraków-Kolna Canoe Slalom Course – canoa slalom
- Kryspinów Waterway – canoa sprint
- Płaszowianka Archery Park – tiro con l'arco
- Kraków Arena – scherma
- AWF Sports Centre – pentathlon moderno
- Rynek Główny – teqball e padel
- Cracovia Hall - kickboxing

### Altre città
Chorzów
- Stadio della Slesia – atletica leggera

Krzeszowice
- Krzeszowice BMX Park – ciclismo (BMX)

Krynica-Zdrój
- Krynica-Zdrój Hill Park – ciclismo (mountain bike)
- Krynica-Zdrój Arena – judo e taekwondo

Myślenice
- Myślenice Arena - muay thai

Nowy Sącz
- Strzelecki National Park – break dance

Nowy Targ
- Nowy Targ Arena – pugilato

Oświęcim
- Aquatics Centre – nuoto artistico

Rzeszów
- Diving Arena – tuffi

Tarnów
- Hala Unii – badminton
- Tarnów Beach Arena – beach handball e beach soccer
- Tarnów Climbing Centre – arrampicata

Varsavia
- Varsavia Shooting Centre – tiro

Zakopane
- Średnia Krokiew –  salto con gli sci (normal hill)
- Wielka Krokiew – salto con gli sci (large hill)

## I Giochi

### Paesi partecipanti
- Albania (40)
- Andorra (27)
- Armenia (55)
- Atleti Olimpici Rifugiati (5)
- Austria (170)
- Azerbaigian (100)
- Belgio (140)
- Bosnia ed Erzegovina (55)
- Bulgaria (112)
- Croazia (131)
- Cipro (72)
- Danimarca (163)
- Estonia (103)
- Finlandia (118)
- Francia (315)
- Georgia (96)
- Germania (358)
- Gran Bretagna (252)
- Grecia (170)
- Irlanda (123)
- Islanda (38)
- Israele (139)
- Italia (358)
- Kosovo (38)
- Lettonia (99)
- Liechtenstein (7)
- Lituania (148)
- Lussemburgo (60)
- Macedonia del Nord (38)
- Malta (36)
- Moldavia (74)
- Monaco (3)
- Montenegro (40)
- Norvegia (154)
- Paesi Bassi (185)
- Polonia (393)
- Portogallo (209)
- Rep. Ceca (270)
- Romania (149)
- San Marino (32)
- Serbia (124)
- Slovacchia (145)
- Slovenia (140)
- Spagna (346)
- Svezia (142)
- Svizzera (213)
- Turchia (193)
- Ucraina (263)
- Ungheria (238)

A seguito dell'invasione russa dell'Ucraina del 2022, il Comitato Olimpico Europeo ha deciso di non invitare gli atleti di Russia e Bielorussia ai Giochi Europei.

### Discipline
Nel maggio 2022 l'European Athletic Association e i Comitati Olimpici Europei hanno concordato che l'atletica leggera sarebbe stata presentata ai III Giochi europei attraverso l'inclusione di tutte le leghe dei Campionati europei a squadre 2023.
Originariamente il programma prevedeva lo svolgimento delle competizioni di ginnastica artistica, ritmica, trampolino elastico, acrobatica e aerobica, tuttavia l'organizzazione polacca non è riuscita a trovare una sede adeguata per queste discipline. Nonostante le interlocuzioni tra European Gymnastics, il Comitato Organizzatore polacco e i Comitati Olimpici Europei (EOC) non è stato possibile raggiungere un accordo e nel settembre 2022 la ginnastica è stata esclusa dal programma.
| Sport                      | Disciplina           | Maschile | Femminile | Misti | Totali |
| -------------------------- | -------------------- | -------- | --------- | ----- | ------ |
| Arrampicata sportiva       | Arrampicata sportiva | 3        | 3         |       | 6      |
| Atletica leggera           | Atletica leggera     | 18       | 18        | 1     | 37     |
| Badminton                  | Badminton            | 2        | 2         | 1     | 5      |
| Beach handball             | Beach handball       | 1        | 1         |       | 2      |
| Beach soccer               | Beach soccer         | 1        | 1         |       | 2      |
| Break dance                | Break dance          | 1        | 1         |       | 2      |
| Canoa/kayak                | Velocità             | 7        | 7         | 2     | 16     |
| Canoa/kayak                | Slalom               | 5        | 5         |       | 10     |
| Canoa/kayak                | Totale               | 12       | 12        | 2     | 26     |
| Ciclismo                   | BMX                  | 1        | 1         |       | 2      |
| Ciclismo                   | Mountain biking      | 1        | 1         |       | 2      |
| Ciclismo                   | Totale               | 2        | 2         |       | 4      |
| Judo                       | Judo                 |          |           | 1     | 1      |
| Karate                     | Karate               | 6        | 6         |       | 12     |
| Kickboxing                 | Kickboxing           | 8        | 8         |       | 16     |
| Muay thai (dettagli)       | Muay thai (dettagli) | 5        | 5         |       | 10     |
| Pallacanestro 3x3          | Pallacanestro 3x3    | 1        | 1         |       | 2      |
| Padel                      | Padel                | 1        | 1         | 1     | 3      |
| Pentathlon moderno         | Pentathlon moderno   | 2        | 2         | 1     | 5      |
| Pugilato                   | Pugilato             | 7        | 6         |       | 13     |
| Rugby a 7                  | Rugby a 7            | 1        | 1         |       | 2      |
| Salto con gli sci          | Salto con gli sci    | 2        | 2         | 1     | 5      |
| Scherma                    | Scherma              | 6        | 6         |       | 12     |
| Sport acquatici            |                      |          |           |       |        |
| Nuoto artistico (dettagli) |                      | 7        | 1         | 8     |        |
| Tuffi (dettagli)           | 5                    | 5        | 3         | 13    |        |
| Totale                     | 5                    | 12       | 4         | 21    |        |
| Taekwondo                  | Taekwondo            | 8        | 8         |       | 16     |
| Tennistavolo               | Tennistavolo         | 2        | 2         | 1     | 5      |
| Teqball                    | Teqball              | 2        | 2         | 1     | 5      |
| Tiro                       | Tiro                 | 12       | 12        | 6     | 30     |
| Tiro con l'arco            | Tiro con l'arco      | 3        | 3         | 2     | 8      |
| Triathlon                  | Triathlon            | 1        | 1         | 1     | 3      |
| Totale (26 sport)          | (29 discipline)      | 109      | 115       | 23    | 247    |

In aggiunta, sono stati inclusi nel programma come sport dimostrativi:
- Calcio per amputati
- Corsa in montagna
- Orientamento
- Scacchi
- Sport motoristici
- Sumo

## Calendario
| ● | Cerimonia d'apertura |  | Competizioni |  | Finali | ● | Cerimonia di chiusura |

| Giugno / Luglio     | Giugno / Luglio     | 20 Mar | 21 Mer | 22 Gio | 23 Ven | 24 Sab | 25 Dom | 26 Lun | 27 Mar | 28 Mer | 29 Gio | 30 Ven | 1 Sab | 2 Dom | Totale |
| ------------------- | ------------------- | ------ | ------ | ------ | ------ | ------ | ------ | ------ | ------ | ------ | ------ | ------ | ----- | ----- | ------ |
| Ceremonie           | Ceremonie           |        | CA     |        |        |        |        |        |        |        |        |        |       | CC    |        |
| Arrampicata         | Arrampicata         |        |        | 1      | 1      | 2      | 2      |        |        |        |        |        |       |       | 6      |
| Atletica leggera    | Atletica leggera    | ●      | ●      | ●      | 12     | 13     | 12     |        |        |        |        |        |       |       | 37     |
| Badminton           | Badminton           |        |        |        |        |        |        | ●      | ●      | ●      | ●      | ●      | 2     | 3     | 5      |
| Beach handball      | Beach handball      | ●      | ●      | 2      |        |        |        |        |        |        |        |        |       |       | 2      |
| Beach soccer        | Beach soccer        |        |        |        |        |        |        |        | ●      | ●      | ●      | ●      | 2     |       | 2      |
| Break dance         | Break dance         |        |        |        |        |        |        | ●      | 2      |        |        |        |       |       | 2      |
| Canoa               | Slalom              |        |        |        |        |        |        |        |        |        | 2      | 2      | 2     | 4     | 10     |
| Canoa               | Velocità            |        | ●      | 4      | 6      | 6      |        |        |        |        |        |        |       |       | 16     |
| Ciclismo            | BMX                 |        | ●      | 2      |        |        |        |        |        |        |        |        |       |       | 2      |
| Ciclismo            | Mountain bike       |        |        |        |        |        | 2      |        |        |        |        |        |       |       | 2      |
| Judo                | Judo                |        |        |        |        |        |        |        |        |        |        |        | 1     |       | 1      |
| Karate              | Karate              |        |        | 6      | 6      |        |        |        |        |        |        |        |       |       | 12     |
| Kickboxing          | Kickboxing          |        |        |        |        |        |        |        |        |        |        | ●      | ●     | 16    | 16     |
| Muaythai            | Muaythai            |        |        |        |        |        | ●      | ●      | 10     |        |        |        |       |       | 10     |
| Padel               | Padel               |        | ●      | ●      | ●      | ●      | 3      |        |        |        |        |        |       |       | 3      |
| Pallacanestro (3x3) | Pallacanestro (3x3) |        | ●      | ●      | ●      | 2      |        |        |        |        |        |        |       |       | 2      |
| Pentathlon moderno  | Pentathlon moderno  |        |        |        |        |        | ●      | ●      | ●      | ●      | 1      |        | 4     |       | 5      |
| Pugilato            | Pugilato            |        |        |        | ●      | ●      | ●      | ●      | ●      | ●      |        | ●      | 7     | 6     | 13     |
| Rugby a 7           | Rugby a 7           |        |        |        |        |        | ●      | ●      | 2      |        |        |        |       |       | 2      |
| Salto con gli sci   | Salto con gli sci   |        |        |        |        |        |        |        | 1      | 1      | 1      | 1      | 1     |       | 5      |
| Scherma             | Scherma             |        |        |        |        |        | 2      | 2      | 2      | 2      | 2      | 2      |       |       | 12     |
| Sport acquatici     | Nuoto artistico     |        | ●      | 2      | 2      | 2      | 2      |        |        |        |        |        |       |       | 8      |
| Sport acquatici     | Tuffi               |        |        | 1      | 2      | 2      | 2      | 2      | 2      | 2      |        |        |       |       | 13     |
| Taekwondo           | Taekwondo           |        |        |        | 4      | 4      | 4      | 4      |        |        |        |        |       |       | 16     |
| Tennistavolo        | Tennistavolo        |        |        |        | ●      | ●      | ●      | 1      | 2      | ●      | ●      | ●      | 2     |       | 5      |
| Teqball             | Teqball             |        |        |        |        |        |        |        |        | 1      | 1      | 1      | 2     |       | 5      |
| Tiro                | Tiro                |        |        | 3      | 3      | 4      | 3      | 3      | 3      | 2      | 2      | 3      | 2     | 2     | 30     |
| Tiro con l'arco     | Tiro con l'arco     |        |        |        | ●      | 2      | 2      | ●      | ●      | 2      | 2      |        |       |       | 8      |
| Triathlon           | Triathlon           |        |        |        |        |        |        |        | 1      | 1      |        |        | 1     |       | 3      |
| Titoli assegnati    | Titoli assegnati    |        |        | 21     | 36     | 37     | 34     | 12     | 25     | 11     | 11     | 9      | 26    | 31    | 247    |
| Giugno / Luglio     | Giugno / Luglio     | 20 Mar | 21 Mer | 22 Gio | 23 Ven | 24 Sab | 25 Dom | 26 Lun | 27 Mar | 28 Mer | 29 Gio | 30 Ven | 1 Sab | 2 Dom | Totale |

## Controversie
La regione della Piccola Polonia, alla quale sono stati assegnati congiuntamente i Giochi, si è dichiarata zona libera dall'ideologia LGBT nel 2019. Nell'agosto 2020, il Lord Provost di Edimburgo Frank Ross ha scritto al sindaco di Cracovia Jacek Majchrowski chiedendogli di affermare l'opposizione della città all'omofobia, dopo aver chiesto un "serio ripensamento" del rapporto di gemellaggio tra le due città.
Nel settembre 2020 un gruppo di politici europei (tra cui Liz Barker, membro della Camera dei Lord, Terry Reintke e Marc Angel, due eurodeputati) ha pubblicato una lettera indirizzata ai Comitati Olimpici Europei in cui chiedeva il rispetto dei diritti LGBT e proponeva di svolgere il Giochi in un luogo diverso, a causa delle posizioni omofobe assunte della regione della Piccola Polonia. Il ministro dello sport fiammingo Ben Weyts ha affermato che la dichiarazione di zona libera dall'ideologia LGBT della regione è "incompatibile con i valori della Carta olimpica" e che i Comitati olimpici non dovrebbero sostenere le candidature di tali regioni. L'EdC ha risposto affermando che "non ci sarebbero state discriminazioni di alcun tipo" e che la Carta olimpica sarebbe stata rispettata.
Il 27 settembre 2021 la regione della Małopolska ha revocato la sua dichiarazione di zona libera dall'ideologia LGBT e ha invece adottato una risoluzione per "opporsi a qualsiasi discriminazione contro chiunque per qualsiasi motivo".

## Medagliere
Aggiornato al 2 luglio 2023
| Pos.   | Paese                | Oro | Argento | Bronzo | Totale |
| ------ | -------------------- | --- | ------- | ------ | ------ |
| 1      | Italia               | 35  | 26      | 39     | 100    |
| 2      | Spagna               | 21  | 17      | 19     | 57     |
| 3      | Ucraina              | 21  | 12      | 8      | 41     |
| 4      | Germania             | 20  | 16      | 27     | 63     |
| 5      | Francia              | 17  | 19      | 26     | 58     |
| 6      | Polonia              | 13  | 19      | 18     | 50     |
| 7      | Gran Bretagna        | 12  | 10      | 27     | 49     |
| 8      | Ungheria             | 10  | 10      | 18     | 38     |
| 9      | Turchia              | 9   | 9       | 20     | 38     |
| 10     | Paesi Bassi          | 8   | 6       | 5      | 18     |
| 11     | Rep. Ceca            | 7   | 10      | 11     | 28     |
| 12     | Austria              | 7   | 6       | 6      | 19     |
| 13     | Svizzera             | 7   | 5       | 12     | 24     |
| 14     | Danimarca            | 7   | 5       | 5      | 17     |
| 15     | Romania              | 6   | 6       | 5      | 17     |
| 16     | Norvegia             | 6   | 4       | 5      | 15     |
| 17     | Croazia              | 5   | 4       | 4      | 13     |
| 18     | Irlanda              | 4   | 4       | 5      | 13     |
| 19     | Georgia              | 4   | 2       | 3      | 9      |
| 20     | Slovenia             | 3   | 8       | 2      | 13     |
| 21     | Portogallo           | 3   | 7       | 6      | 16     |
| 22     | Serbia               | 3   | 6       | 7      | 16     |
| 23     | Bulgaria             | 3   | 4       | 5      | 12     |
| 24     | Azerbaigian          | 3   | 2       | 6      | 11     |
| 25     | Lettonia             | 3   | 2       | 2      | 7      |
| 26     | Svezia               | 2   | 7       | 5      | 14     |
| 27     | Grecia               | 2   | 5       | 10     | 17     |
| 28     | Belgio               | 2   | 5       | 6      | 13     |
| 29     | Lituania             | 2   | 2       | 4      | 8      |
| 30     | Finlandia            | 2   | 1       | 5      | 8      |
| 31     | Estonia              | 2   | 1       | 0      | 3      |
| 32     | Albania              | 2   | 0       | 0      | 2      |
| 33     | Slovacchia           | 1   | 4       | 3      | 8      |
| 34     | Israele              | 1   | 1       | 3      | 5      |
| 35     | Moldavia             | 1   | 0       | 1      | 2      |
| 36     | Cipro                | 0   | 3       | 2      | 5      |
| 37     | Armenia              | 0   | 1       | 2      | 3      |
| 38     | Lussemburgo          | 0   | 1       | 1      | 2      |
| 39     | Bosnia ed Erzegovina | 0   | 1       | 0      | 1      |
| 39     | Macedonia del Nord   | 0   | 1       | 0      | 1      |
| 39     | Monaco               | 0   | 1       | 0      | 1      |
| Totale | Totale               | 254 | 253     | 333    | 840    |